# Ја шпијун
Ја шпијун (енгл. I Spy) је америчка криминалистичка трилер комедија из 2002. у режији Бети Томас. Сценарио су написали Кормак Виберли, Меријен Виберли, Џеј Шерик и Дејвид Рон. У филму глуме Еди Марфи, Овен Вилсон, Фамке Јансен и Малком Мекдауел.
Када је Свичблејд, најсофистициранији прототип стелт ловца створеног до сада, украден од владе САД, један од врхунских шпијуна Сједињених Држава, Алекс Скот, позван је у акцију. Оно што не очекује је да ће се удружити са дрским цивилом, шампионом светске класе у боксу по имену Кели Робинсон, на опасној строго тајној шпијунској мисији. Њихов задатак: користећи једнако вештину и хумор, ухватити Арнолда Гундарса, једног од најуспешнијих светских илегалних трговаца оружјем, и осујетити његове издајничке планове за авион.

## Радња
Специјални агент Алекс Скот (Овен Вилсон) налази се у Узбекистану. Овде мора да се састане са америчким пилотом који је отео најновији тајни амерички развој - стелт ловац. Пилот авиона је већ продао најновију разраду дилеру оружја и дроге Арнолду Гундарсу (Малколм Мекдауел), сам пилот је преминуо, па се од њега више не могу добити информације.
Светски шампион у боксу Кели Робинсон (Еди Марфи) успешно брани титулу у Лас Вегасу, нокаутирајући противника за неколико секунди. После туче, амерички председник га контактира и тражи, у интересу националне безбедности земље, да изврши неке услуге током следеће борбе, која ће се одржати у Будимпешти. Како се испоставило, Алекс Скот је одлучио да искористи чињеницу да је Арнолд Гундарс љубитељ бокса. Међутим, оно што није узео у обзир је да Кели Робинсон не зна ништа о шпијунирању. Времена за повлачење нема, а пар „супер агената“ нестрпљиво јури у битку.

## Улоге
| Глумац           | Улога                        |
| ---------------- | ---------------------------- |
| Еди Марфи        | Кели Робинсон                |
| Овен Вилсон      | специјални агент Алекс Скот  |
| Фамке Јансен     | специјални агент Рејчел Рајт |
| Малколм Мекдауел | Арнолд Гундарс               |
| Гери Коул        | агент Карлос                 |
| Фил Луис         | Џери                         |
| Бил Монди        | Мек Мекинтајер               |
| Мајк Допуђ       | Џим                          |
| Линда Бојд       | Една                         |
| Дана Ли          | Жу Там                       |
| Вив Ликок        | Т.Џ.                         |
| Кристал Лоу      | лепа девојка                 |
| Дерен Шахлави    | Седрик Милс                  |
| Алекс Пауновић   | Боб                          |
| Кит Далас        | кутија за ручак              |
| Тејт Тејлор      | поручник Перси               |